# Karoi (Simbabwe)
Karoi ist eine Stadt in der Provinz Mashonaland West in Simbabwe. Zusammen mit ihrem Umland stellt sie einen der Urbanen Distrikte Simbabwes mit 37.564 Einwohnern (2022) und einer Fläche von etwa 17 km². Sie ist Hauptstadt des Distriktes Karoi Rural auch Hurungwe oder Urungwe genannt.

## Geografie
Die Stadt liegt rund 1250 Meter über dem Meeresspiegel und ist umgeben von dem Distrikt Urungwe. Der Urbane Distrikt ist in 10 Wards aufgeteilt.
Die Regenzeit ist von November bis April. In dieser Zeit ist es warm und feucht. Trockenzeit beginnt im Mai bis Juli mit trockem, kaltem Wetter. Ab August bis Oktober ist es trocken, sonnig und heiß. Es fallen im Jahr Durchschnittlich etwa 800 mm Niederschlag.

## Geschichte
Die Errichtung kommerzieller Farmen im Karoi-Gebiet zwischen 1946 und 1952 führten zur Gründung des Ortes. Zunächst war er ein Dienstleistungszentrum, das als zentraler Punkt für die Verteilung landwirtschaftlicher Betriebsmittel und als Sammelstelle für landwirtschaftliche Produkte diente. Durch die zunehmende Nachfrage und landwirtschaftliche Aktivitäten in der Umgebung wuchs Karoi stetig. Der Bezirk Karoi erhielt am 17. April 1991 den Status einer Stadt.

## Wirtschaft
Das Umland von Karoi ist zwar arid und muss bewässert werden, gilt aber als fruchtbar. Es werden Weizen, Mais, Tabak. Erdnüsse und Soja angebaut und auch vor Ort weiter verarbeitet. Auch eine Rolle spielt die Fleischverarbeitung. Daneben gibt es Geschäfte und lokale Kleinindustrie.

## Infrastruktur
Die Stadt liegt an der Fernstraße A1 zwischen Chinhoyi und Chirundu und ist somit an den Fernhandel nach Sambia angebunden. Sie verfügt über 129 km Straßen, von denen 19 asphaltiert sind.
In Karoi gibt es 6 Grund- und 7 Sekundarschulen (Karoi Primary School, Rydings School und Magunje High School). Die medizinische Versorgung wird über ein Krankenhaus, eine Ambulanz und 3 private Einrichtungen gedeckt.

## Sport
Der Fußballclub Karoi United spielte in der Premier Soccer League.

## Bevölkerungsentwicklung
Bevölkerungsentwicklung
| Jahr          | Einwohner |
| ------------- | --------- |
| 1982 (Zensus) | 8748      |
| 1992 (Zensus) | 14.763    |
| 2002 (Zensus) | 22.383    |
| 2012 (Zensus) | 26.009    |
| 2022 (Zensus) | 37.564    |